# Range Rover
Range Rover (укр. Рендж Ровер) — люксові позашляховики, що виробляються компанією Land Rover з 1970 року.

## Історія створення
Робота над першим прототипом Range Rover, відомим під назвою «100-дюймовий універсал», почалася в 1966 р. Колишній провідний конструктор Джеф Міллер сказав:
Він повинен був стати преміум-автомобілем для відпочинку, але не справжнім «люксовим» варіантом. Також передбачалося, що в ньому буде безліч технічних новинок. Спен був переконаний, що в автомобілі повинні були використовуватися циліндричні пружини на передній і задній підвісці для комфортного руху по трасі, чого не було в жодному іншому повноприводному автомобілі. Була потрібна пружинна підвіска з дуже довгим ходом для зручності при русі по бездоріжжю.
Серед інших технічних нововведень були алюмінієвий кузов (як у Land Rover), повністю алюмінієвий двигун і дискові гальма на всіх колесах.
У той час моделі Land Rover перебували на вершині популярності. Багато всередині компанії Land Rover сумнівалися в необхідності такого автомобіля і наявності на нього попиту. Серед тих хто сумнівався, був головний інженер Land Rover Том Бартон, колишній залізничний інженер, який зіграв ключову роль у розробці першого Land Rover. Він твердо стояв на тому, що для позашляховика найкраще підходила підвіска на листових ресорах, яка в той час використовувалася практично в усіх повнопривідних автомобілях (у деяких великогабаритних американських позашляховиках установлювалися передні пружини). Однак те, що основним ініціатором створення нового Range Rover був автомобільний підрозділ Rover, а не підрозділ позашляховиків Land Rover, ще більше охолоджувало ентузіазм Бартона і деяких інших консерваторів із Land Rover.
Range Rover був представлений світовим ЗМІ 17 червня 1970 р. (у Корнуоллі відбулася спеціальна прес-конференція з тест-драйвом по бездоріжжю в олов'яних рудниках поряд із селом св. Агнеси). У першому рекламному проспекті Range Rover говорилося про «найбільш багатофункціональний автомобіль у світі» і «злиття комфорту седанів Rover із могутністю Land Rover і можливостями повного приводу».

Перед початком виробництва ще раз була уважно оцінена цільова аудиторія. У проспекті говорилося:
Бізнесмени та професійні працівники, часто вибирають за межі міст, які хочуть мати автомобіль, спроектований для конкретних завдань, а не адаптований для них, реальна відповідь замість компромісу.
Range Rover став першим у світі автомобілем класу «люкс» для будь-яких дорожніх покриттів. Хоча перший Range Rover і відрізнявся ходовими якостями седана преміум-класу, в ньому, зрозуміло, не було обробки, властивою престижним автомобілів. Вона з'явилася досить багато років по тому.

## Перше покоління (1970—1996)

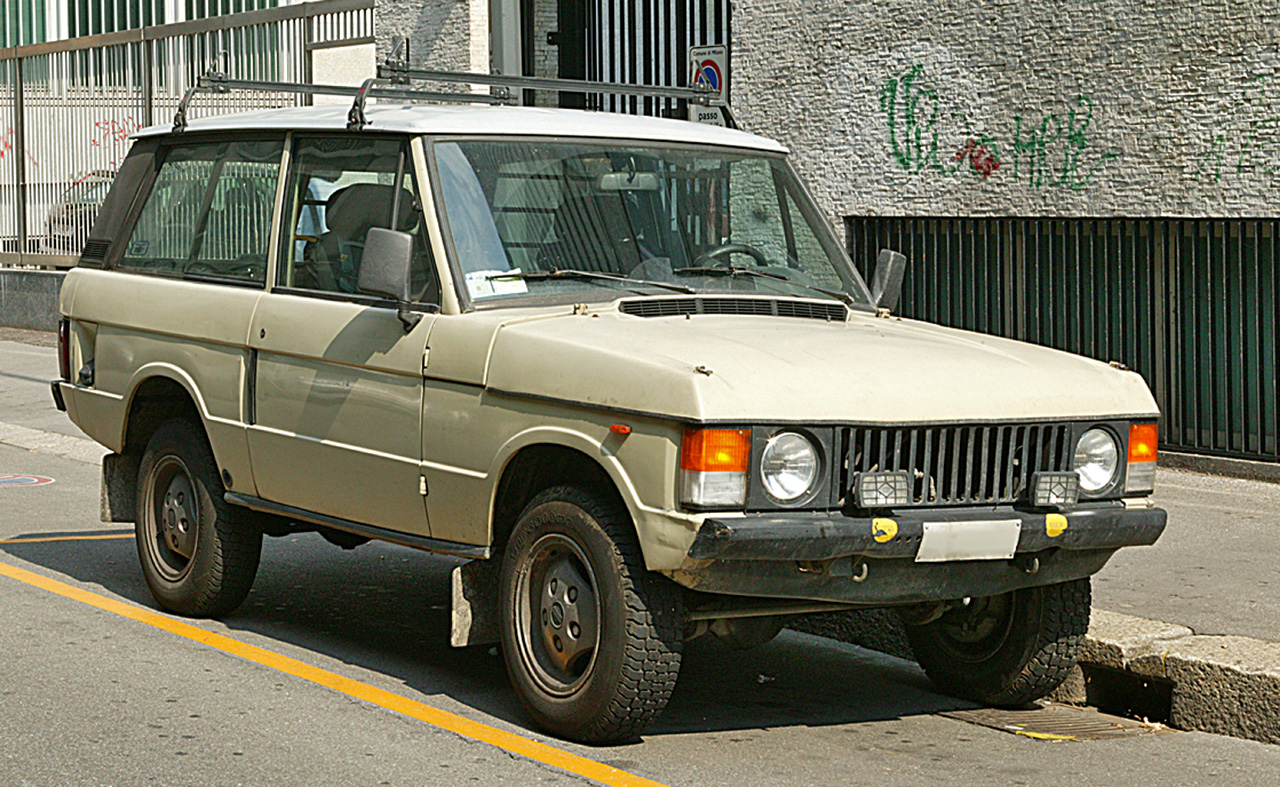
Range Rover 3-дв. (1970—1985)

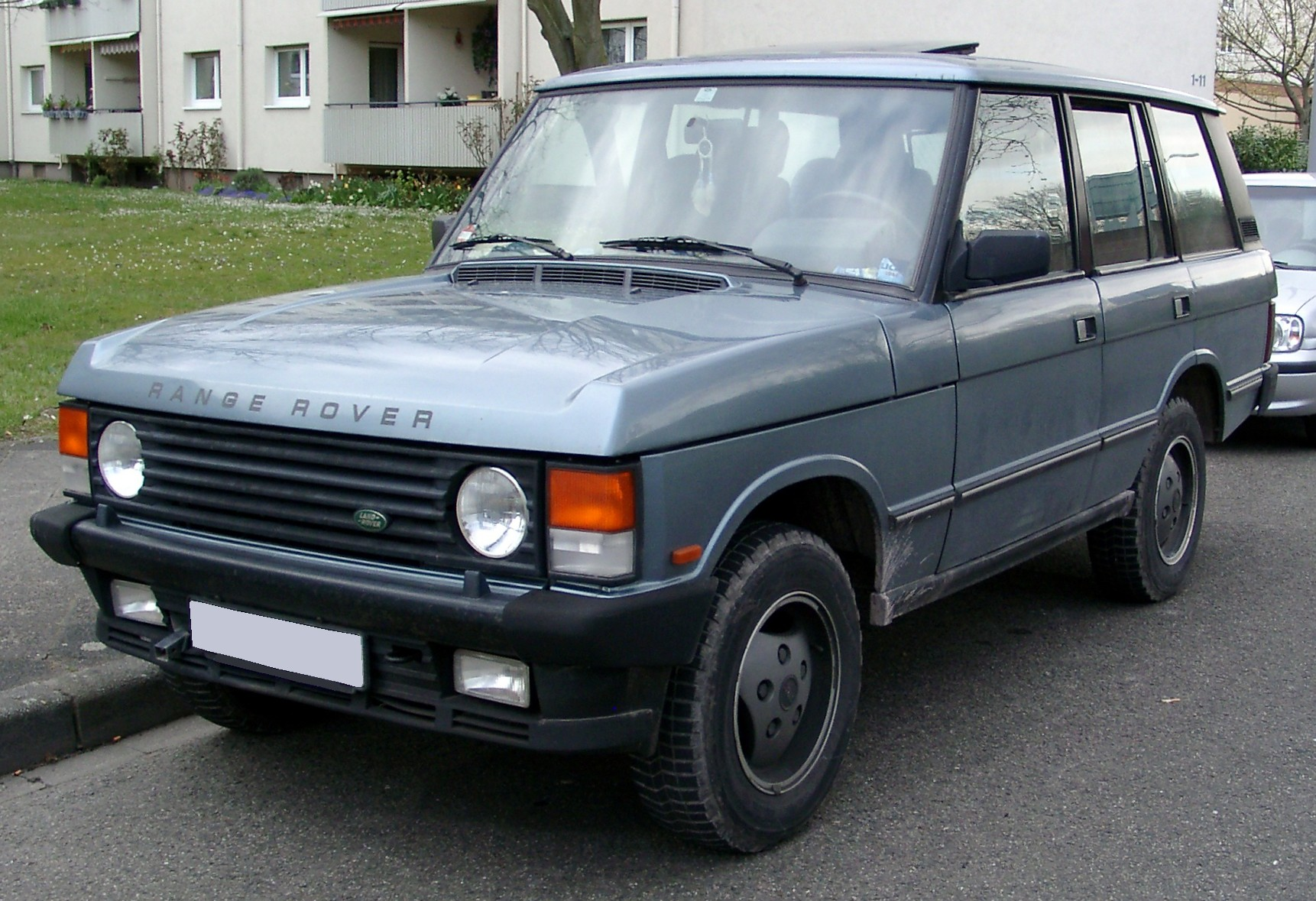
Range Rover «Classic» (1985—1996)

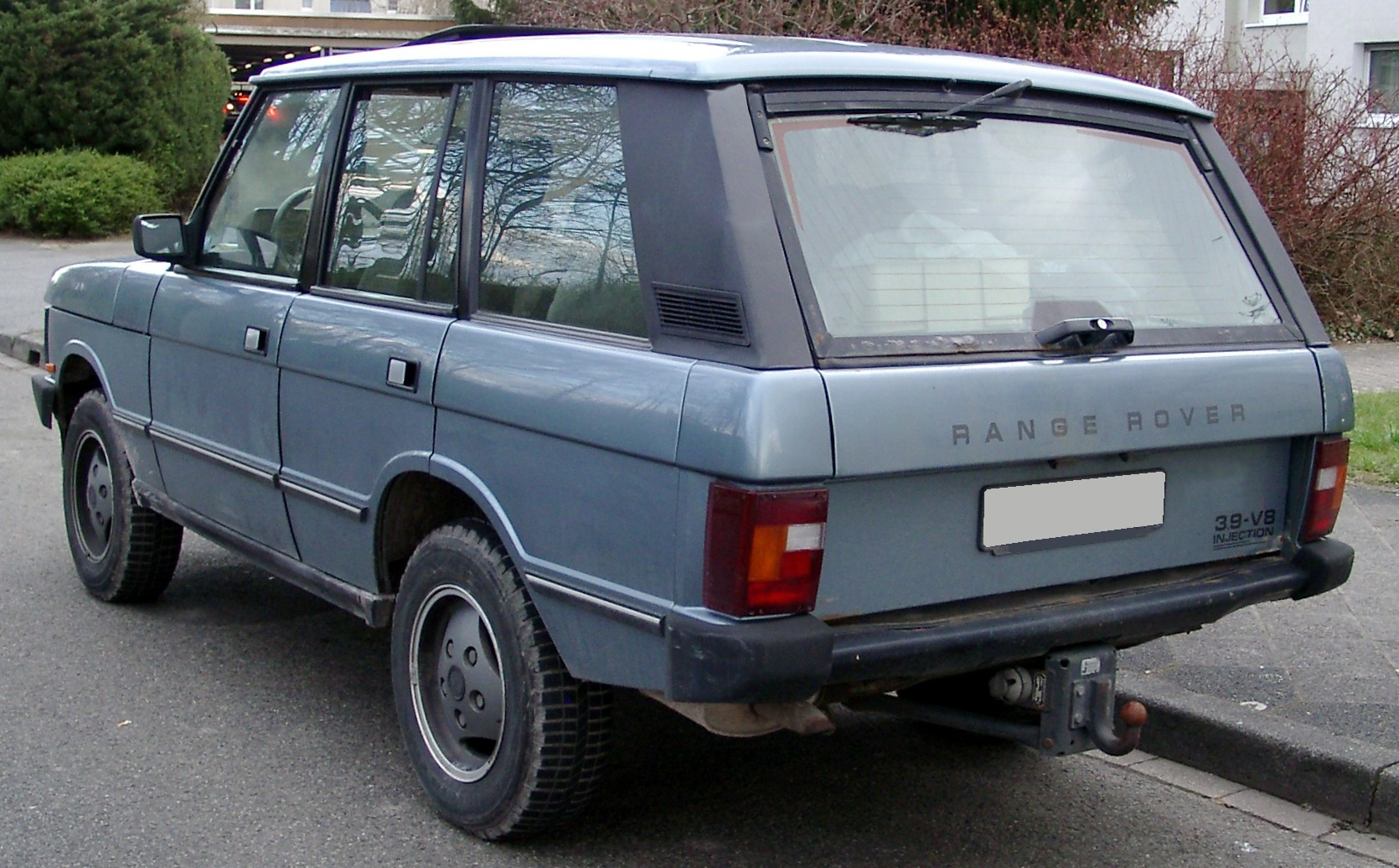
Range Rover «Classic» (1985—1996)

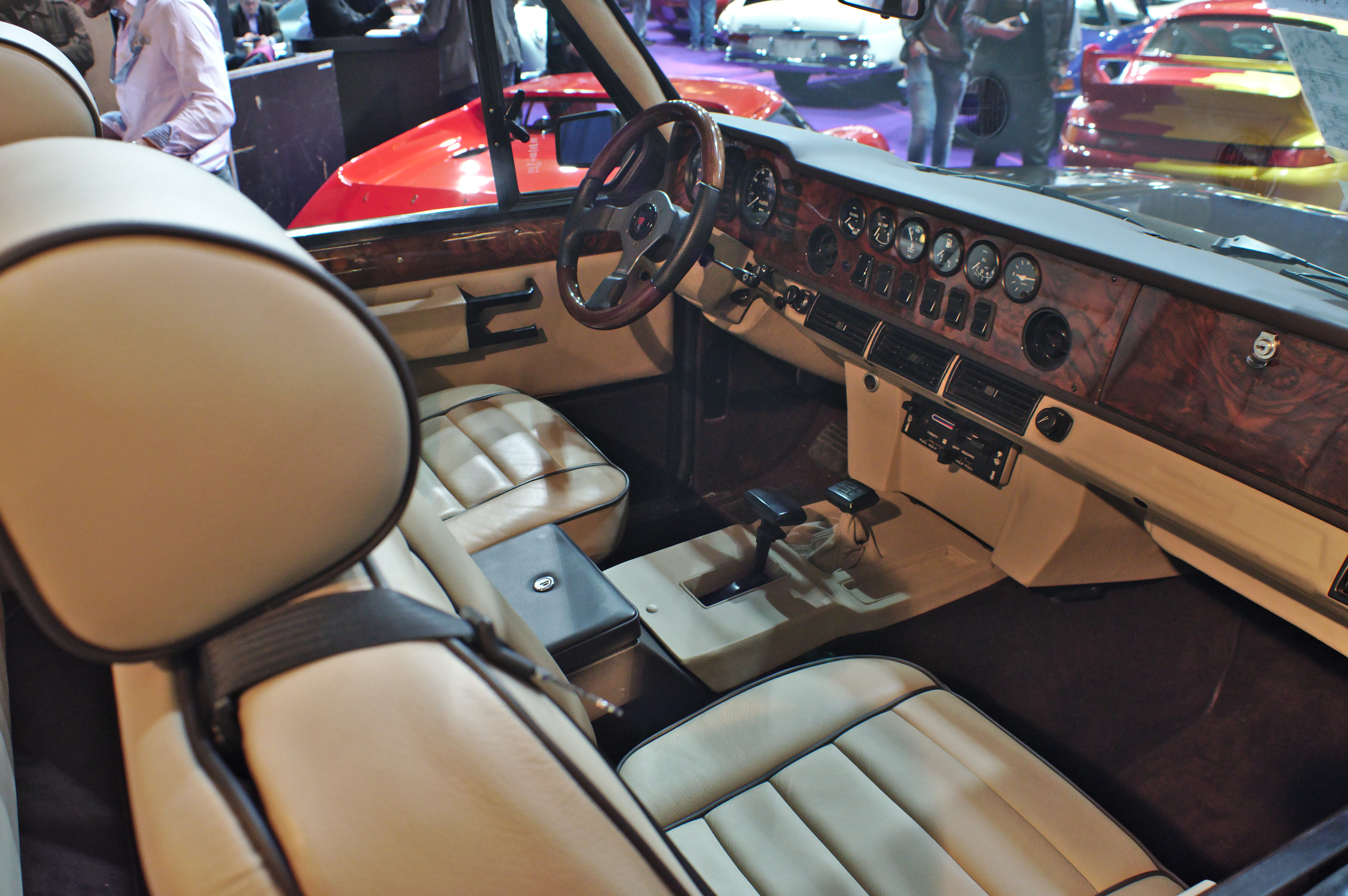

Перший Range Rover був відносно спартанським всередині, з вініловими сидіннями, вініловою і гумовою підлогою, які спрощували прибирання салону. Там не використовувалося дерево, шкіра або хоча б килимове покриття. У оригінальному Range Rover було тільки двоє дверей і був відсутній варіант з автоматичною трансмісією, хоча в одному з ранніх прототипів на базі Land Rover встановлювалася триступінчаста автоматична коробка передач.
Через вісімнадцять місяців після початку виробництва був створений чотиридверний прототип з похилими задніми дверима. Проте керівництво відклало серійне виробництво цієї моделі до 1981 року. Можливість встановлення автоматичної трансмісії з'явилася тільки в 1982 році. І те, й інше було необхідно для успіху на американському ринку, де продажі почалися в 1987 році.
У 1985 році модель модернізували, змінивши бампери, решітку радіатора та оснащення.

### Двигуни
Бензинові
- 3,5 л Rover V8 130 к. с. карбюратор
- 3,5 л Rover V8 155 к. с.
- 3,9 л Rover V8 182 к. с.
- 4,2 л Rover V8 200 к. с.

Дизельні
- 2,4 л VM Motori TD Р4 112 к. с.
- 2,5 л VM Motori TD Р4 119 к. с.
- 2,5 л 200Tdi TD Р4 111 к. с.
- 2,5 л 300Tdi TD Р4 111 к. с.

## Друге покоління (1994—2002)

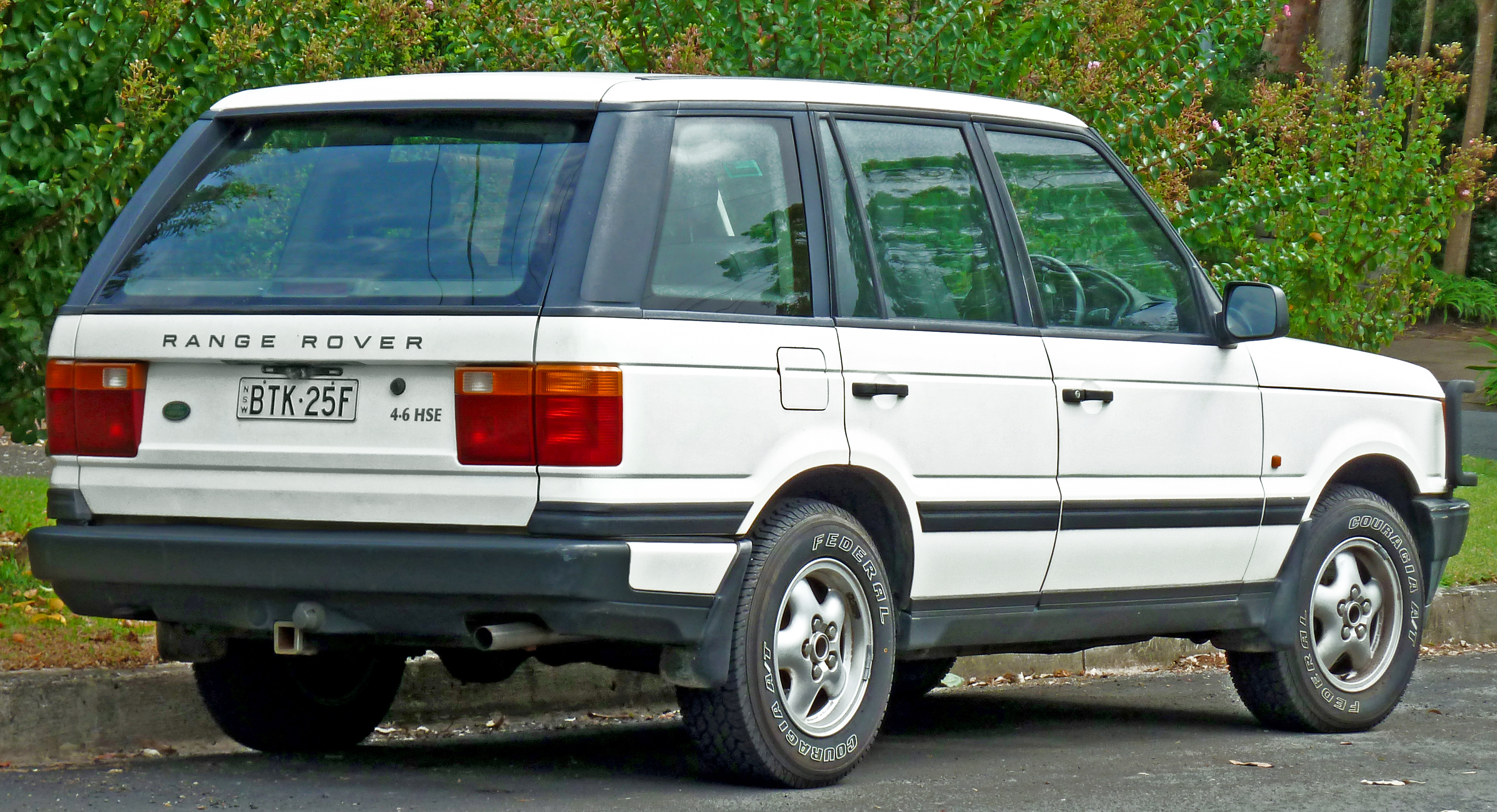
Range Rover (P38A) (1994—1998)

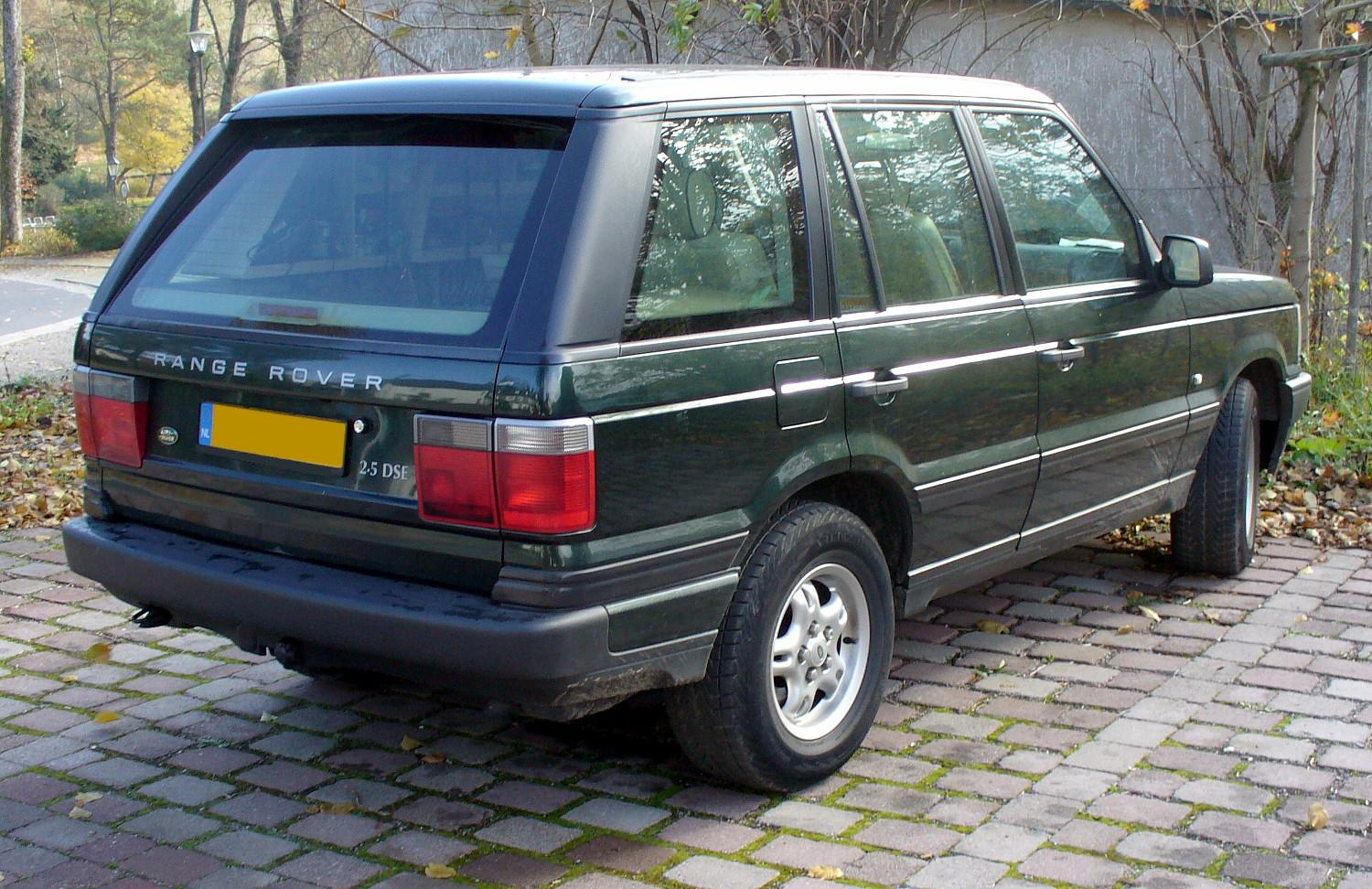
Range Rover (P38A) (1998—2002)

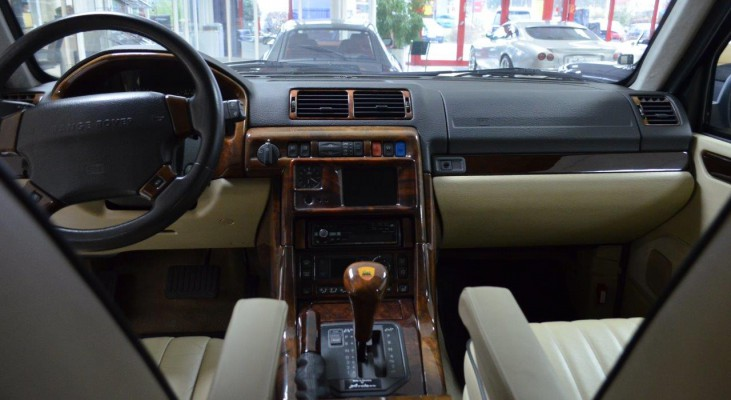

Range Rover наступного покоління відрізнявся більшою розкішшю, розширеними можливостями руху по шосе і позашляховою універсальністю. Його дизайн еволюціонував, «зберігши багато основних рис класичної моделі», як говорилося в матеріалах для ЗМІ. У ньому широко використовувалися елементи з горіхового дерева і шкіри, що підкреслювали приналежність автомобіля до преміум-сегменту і прагнення завоювати серця власників звичайних автомобілів класу «люкс».
Автомобіль пропонувався з трьома варіантами двигунів, включно з шестициліндровий турбодизельний 2,5-літровий двигун BMW, який відрізнявся значно більшою потужністю, ніж старий дизель «Classic», і алюмінієвий двигун Rover V8 об'ємом 4,0 л та 4,6 л. Двигун 4,6 л давав змогу розвинути швидкість до 125 миль/год (201 км/год) і розігнати автомобіль до 60 миль/год (96,5 км/год) за 9,3 с, що стало найшвидшим результатом для серійних автомобілів Range Rover на той момент.
Регульована по висоті підвіска, що дебютувала в кінці продажів Classic, була вдосконалена для P38A і пропонувалася, як стандартна опція, що підвищує зручність водіння і позашляхові характеристики.
У 1998 році модель модернізували, змінивши зовнішній вигляд і оснащення.

### Двигуни
- SE: 4,0 л V8 бензиновий (185—190 к. с., Rover; 06/1994–01/2002)
- HSE: 4,6 л V8 бензиновий (218—224 к. с., Rover; 06/1994–01/2002)
- DSE: 2,5 л Р6 дизельний (136 к. с., BMW M51D25; 06/1994–01/2002)

## Третє покоління (2002—2012)

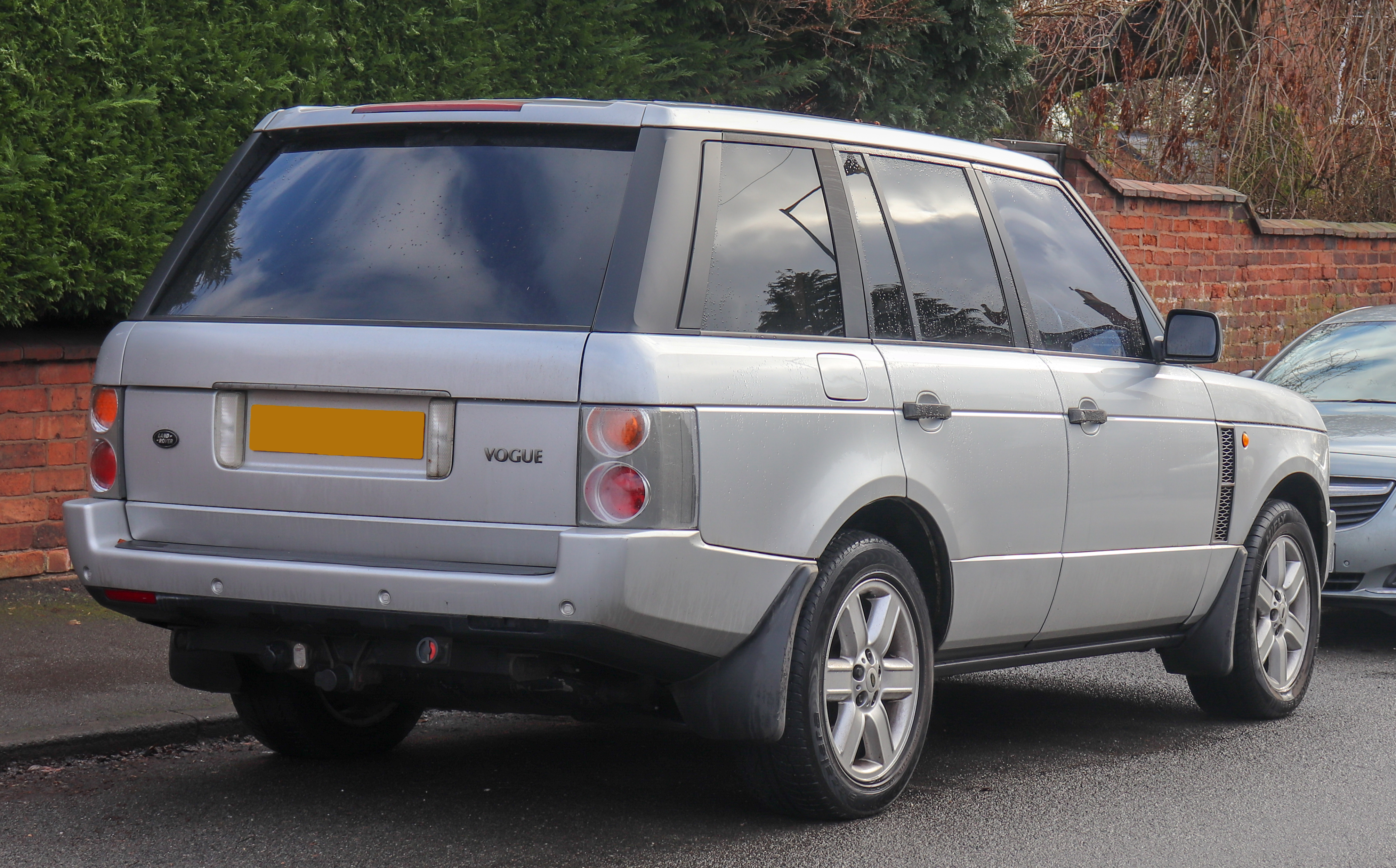
Range Rover (L322)

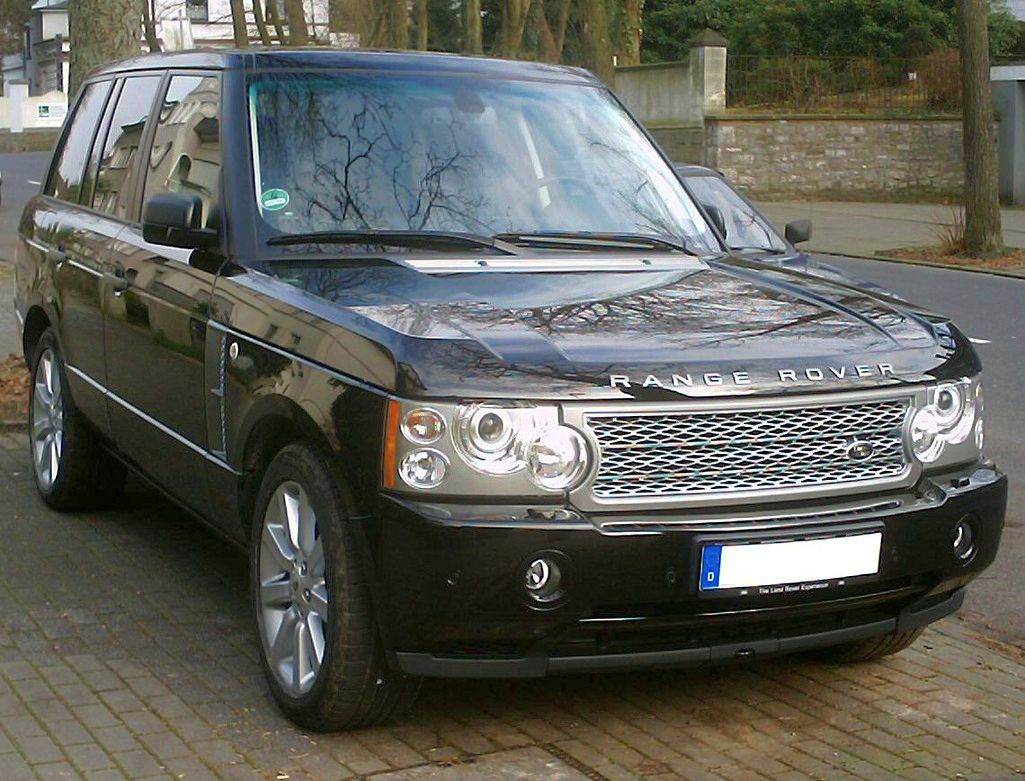
Range Rover Supercharged (2005—2009)

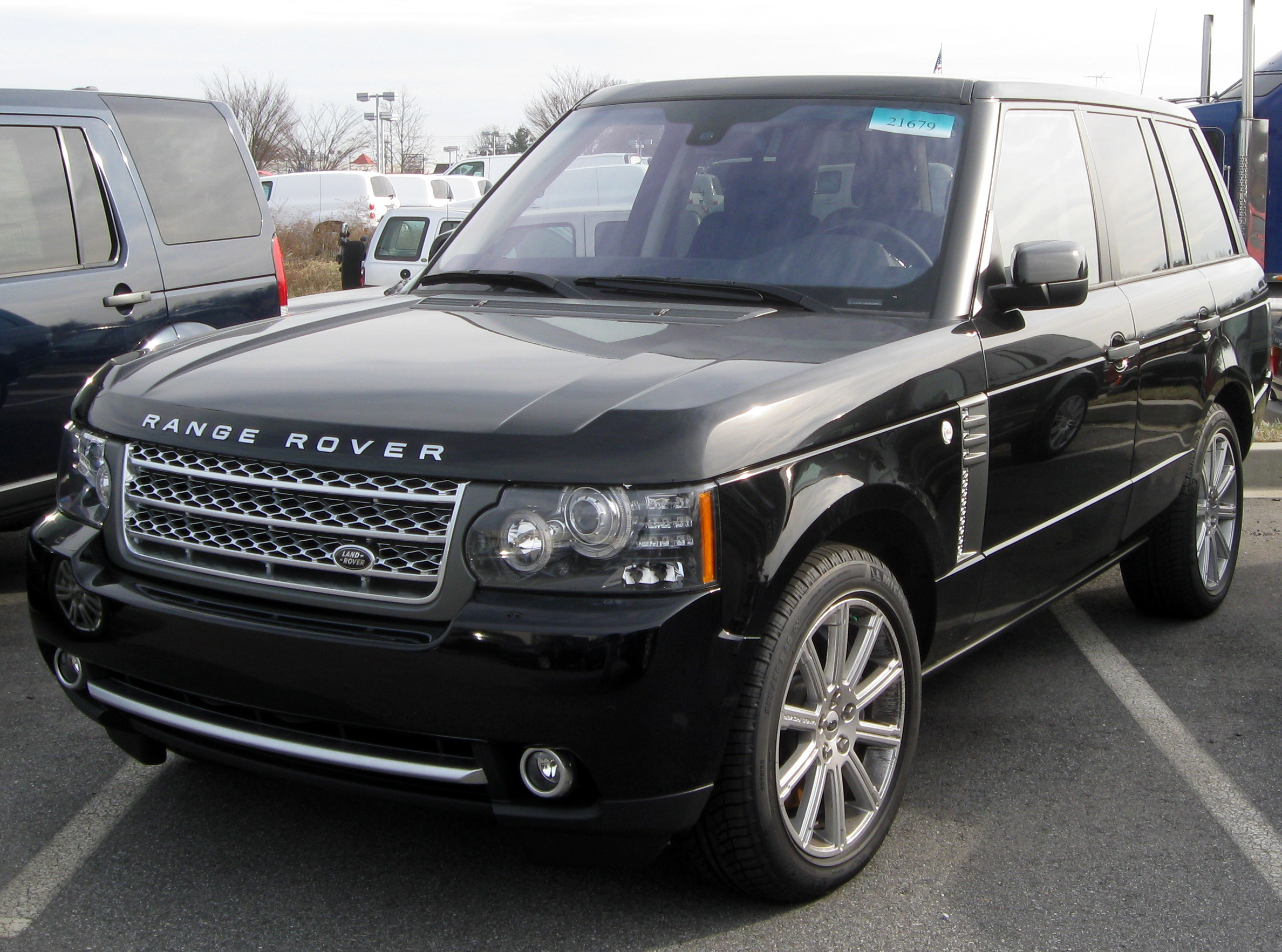
Range Rover (2010—2012)

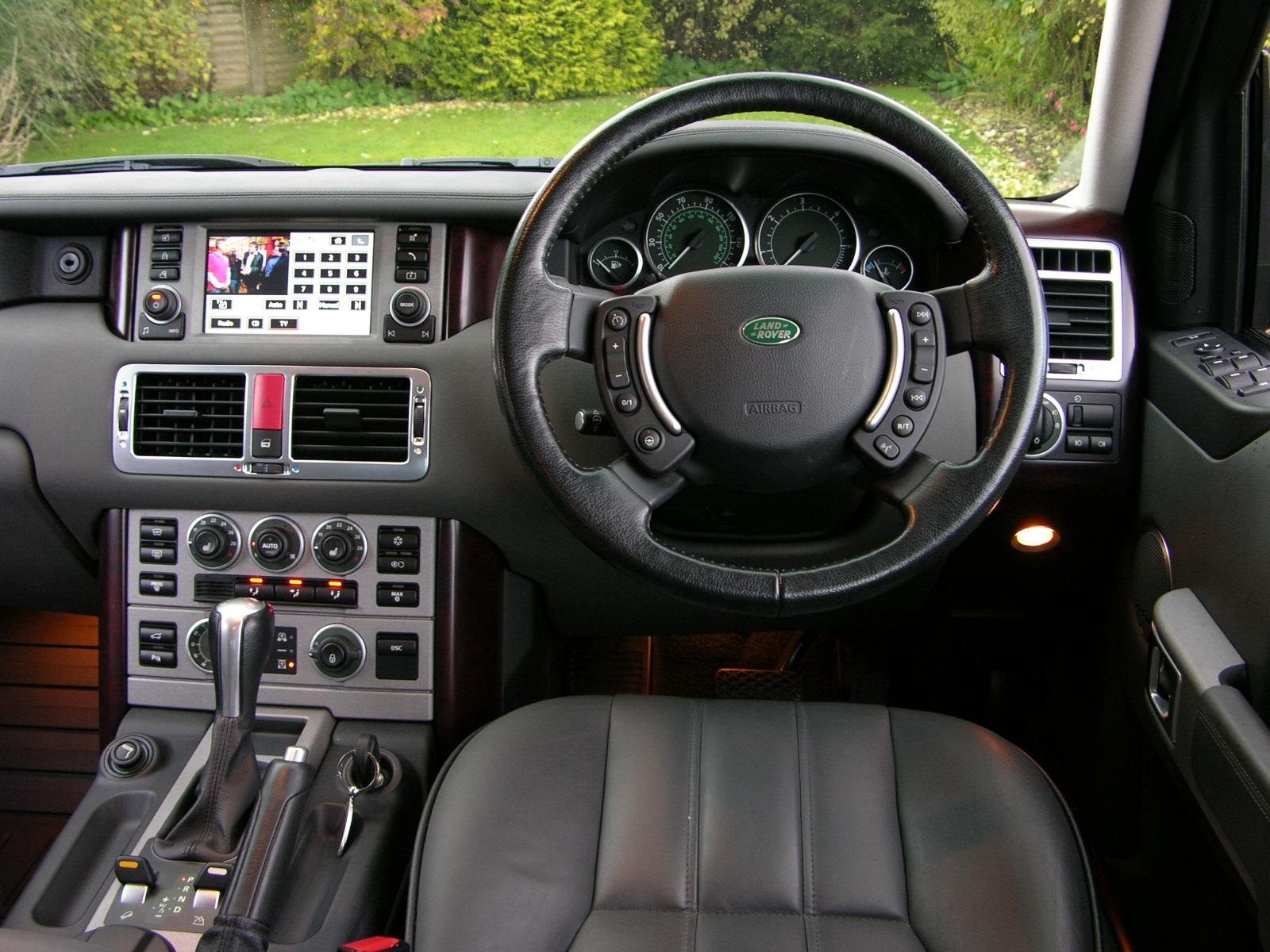
Range Rover (L322)

Останній Range Rover став великим кроком вперед. Дебютувавши в 2001 році, він поставив нові орієнтири у сегменті повнопривідних автомобілів, як у плані розкоші, так і в плані можливостей трасового і позашляхового водіння. Генеральний директор Боб Довер назвав його «найуніверсальнішим автомобілем у світі з найширшим спектром можливостей серед усіх машин, які коли-небудь створювалися».
Серед нових особливостей були жорсткіший безрамний кузов (який замінив традиційну для позашляховиків раму сходового типу) і повністю незалежна підвіска з взаємопов'язаними пневматичними пружинами (практично на всіх позашляховиках встановлювалися, а на багатьох і досі встановлюються, нерозрізні мости). Інтер'єр за загальним визнанням виявився самим вишуканим серед усіх автомобільних салонів.
На представленні нової лінійки голова підрозділу Premier Automotive Group концерну Ford (частиною якого був Land Rover), д-р Вольфганг Райтцль, сказав: «Новий Range Rover дійсно чудовий автомобіль. Унікальне поєднання можливостей руху на будь-яких трасах і найвищого рівня розкоші робить його найближчими конкурентами не інші позашляховики, а найпрестижніші седани світу».
У 2005 році модель оновили, змінивши фари, бампери, решітку радіатора та оснащення автомобіля.
У 2010 році модель оновили вдруге.

### Двигуни
Бензинові
- 4,2 л Jaguar AJ-V8 Supercharged V8 390 к. с. (2006—2009)
- 4,4 л BMW M62 V8 286 к. с. (2002—2006)
- 4,4 л Jaguar AJ-V8 V8 306 к. с. (2006—2009)
- 5,0 л Jaguar AJ-V8 V8 375 к. с. (2009—2012)
- 5,0 л Jaguar AJ-V8 Supercharged V8 510 к. с. (2009—2012)

Дизельні
- 2,9 л TD6 BMW M57 Р6 177 к. с. (2002—2006)
- 3,6 л TDV8 Ford Lion V8 272 к. с. (2007—2010)
- 4,4 л TDV8 Ford V8 313 к. с. (2010—2012)

## Четверте покоління (2012—2021)

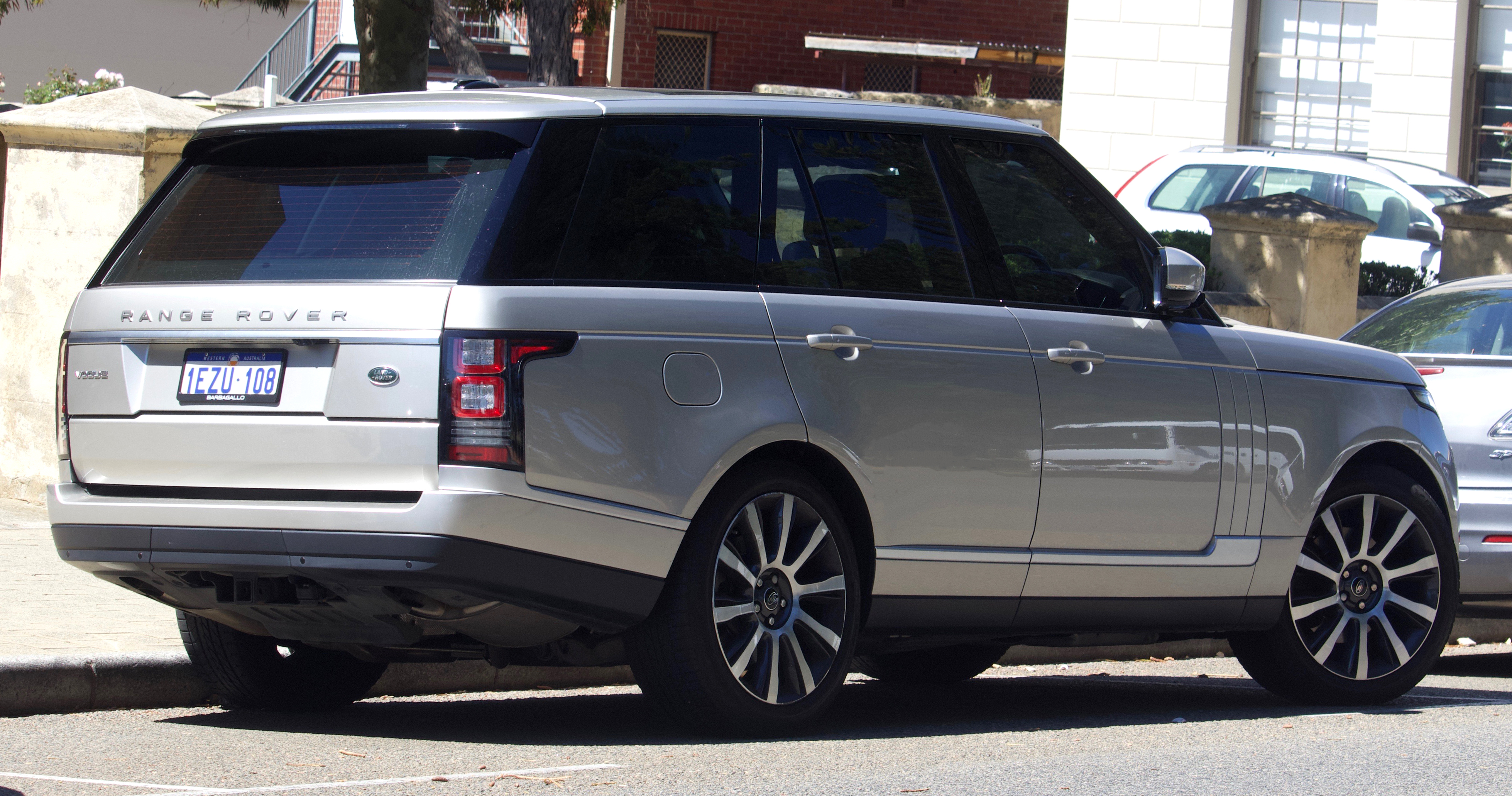
Задня частина Range Rover Vogue (L405)

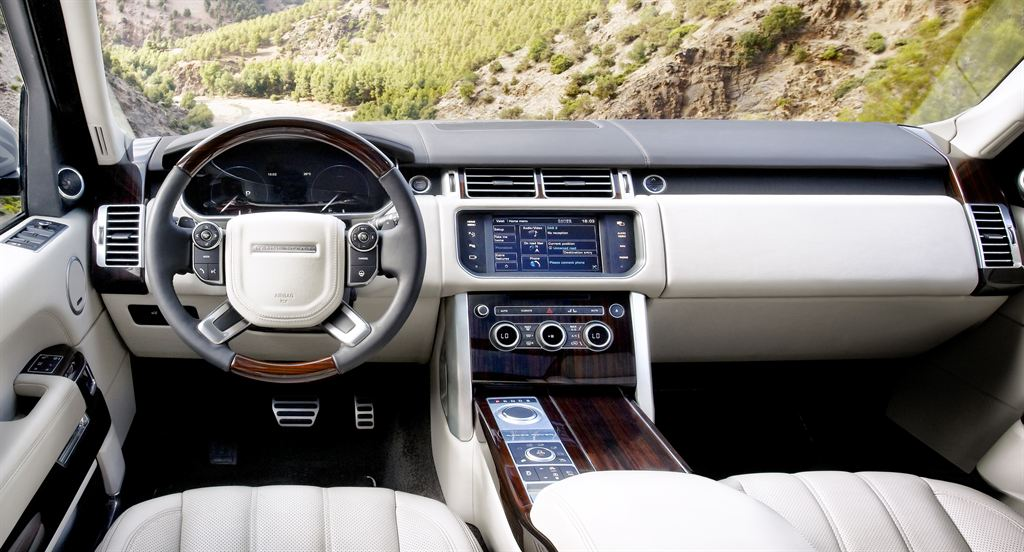
Салон Range Rover (L405)

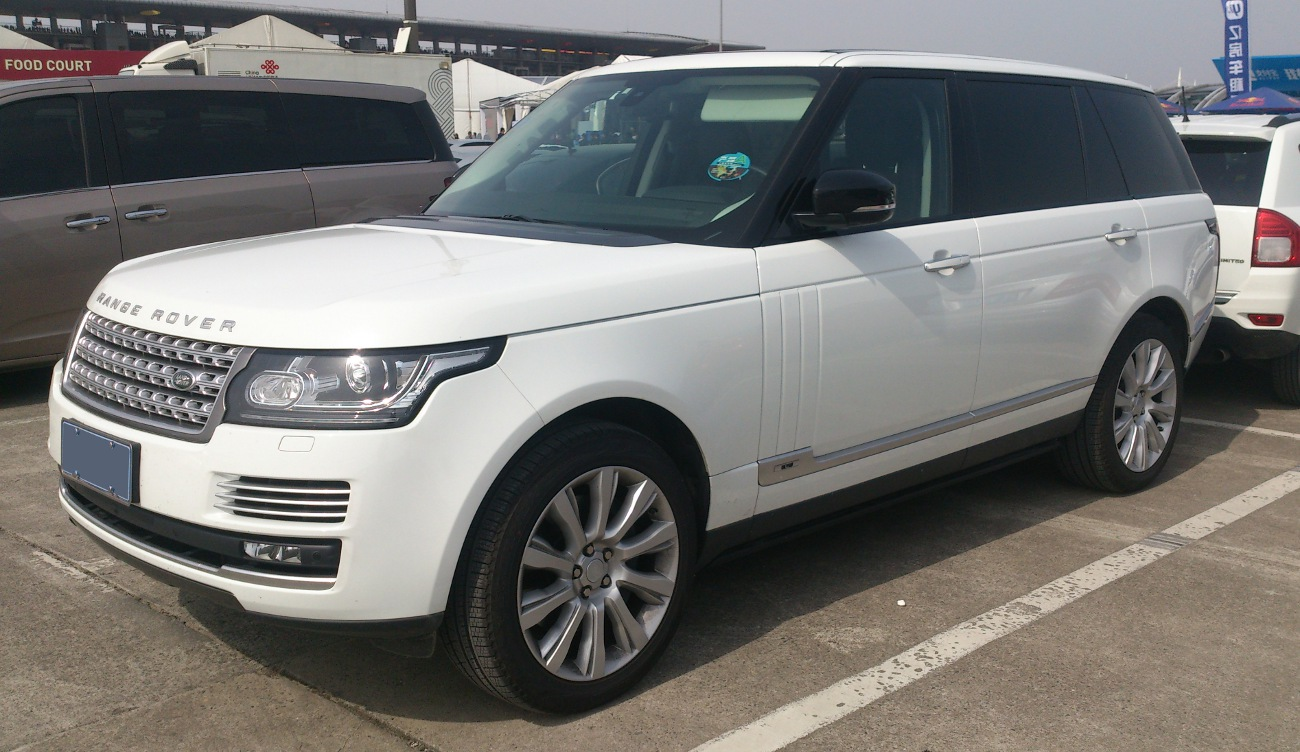
Range Rover LWB

На європейському ринку позашляховик Range Rover четвертого покоління (заводський індекс L405) пропонується з трьома моторами: бензиновим 5.0 V8, а також із двома дизелями — 3.0 V6 і 4.4 V8. Всі двигуни агрегатуються восьмиступінчастою автоматичною коробкою виробництва ZF. Офіційна презентація відбулася на початку вересня 2012 року на Паризькому автосалоні. Наприкінці 2012 року стартував продаж автомобіля.
Вперше серед позашляховиків новий Range Rover (четверте покоління, внутрішній індекс L405) отримав повністю алюмінієвий кузов, який на 180 кг легше попереднього, сталевого. При його створенні інженери використовували досвід, накопичений при виробництві алюмінієвого седана Jaguar XJ. Легкий сплав дозволив моделі скинути 420 кг в порівнянні з колишнім поколінням (з них 300 кг економії довелося на кузов, підрамники та деталі підвіски). Боковину кузова в новій машині британці називають найбільшою цільно-штампованою деталлю в індустрії (це зроблено заради зниження ваги і підвищення міцності). Узагалі ж у кузові використано 270 алюмінієвих штамповок, 14 литих деталей з «крилатого металу» і ще дев'ять, отриманих екструзією. Алюмінієвий кістяк флагмана скріплюють 160 м клейових з'єднань і 3722 заклепки 17 типів, причому заради збільшення міцності кріплення отвір в сполучених деталях свердлять тільки в лицьовій панелі, тильну частину пробиває сама заклепка. Підсумок — алюмінієвий кузов нового Рейндж Ровера всього на 12 кг важчий за сталевий, куди скромніший за розмірами, кузов Mini Countryman.
Передня підвіска з алюмінієвими важелями була розроблена заново, а її пневматичні пружні елементи із системою зміни кліренсу є еволюцією минулого пневмопідвіски. Вона володіє п'ятьма установками за висотою, включаючи режим посадки, руху по шосе і бездоріжжю, а також режим підвищеної прохідності. У новому поколінні машини до цих варіантів додався ще один, проміжний режим intermediate, який підіймає кузов на 40 мм для руху по легкому бездоріжжю. До речі, сумарне переміщення кузова збільшено, і висота його підйому на піку доведена до 35 см (303 мм). Підвіска — частина новацій, які допомогли машині схуднути. Один тільки алюмінієвий підрамник дозволив заощадити 14 кг у порівнянні зі сталевим аналогом. З інших важливих нововведень — електричний підсилювач керма, який змінює ступінь посилення залежно від швидкості.
Алюмінієва задня підвіска зі сталевим нижнім важелем теж нова. Тут потрібно згадати також про автоматичне вирівнювання кузова при навантаженні. А система Adaptive Dynamics 500 разів в секунду аналізує рух автомобіля і реагує на зміни в рельєфі покриття дороги і дії водія, регулюючи роботу амортизаторів. Так, зокрема, зменшуються крени кузова в поворотах. Усе разом це дозволило поліпшити керованість моделі, зберігши високу плавність ходу.
Кут з'їзду в залежності від режиму пневмопідвіски коливається від 24,6 до 29,6 градуса. Кут в'їзду — 26,0—34,7°.
Система Terrain Response 2 Auto нового покоління аналізує поточні умови водіння і автоматично вибирає найбільш підходящі налаштування автомобіля (роботи трансмісії, підвіски, відгуку на натиснення педалі газу). Ручне налаштування пропонує вибирати з ситуацій «Трава, гравій або сніг», «Бруд, колія», «Пісок» і «Скелі». В останньому випадку мається на увазі обережне перекочування по великим валунах. Такого режиму, до речі, не було на кросовері Evoque, де дебютувала оновлена система Terrain Response. Список електронних помічників містить у собі також системи курсової стійкості, контролю швидкості на спуску, допомоги при рушанні в гору, контролю за гальмуванням у поворотах, протибуксувальну систему і систему запобігання перекиданню. Цікаво, що в новому Рейндж Ровер укладено понад дев'ять кілометрів проводів і кабелів. А ось загальна схема трансмісії залишилася без змін — тут працює інтелектуальна система постійного повного приводу з двошвидкісний роздавальної коробкою, яка за замовчуванням ділить крутний момент між осями в пропорції 50:50.
Крім звичайної існує ще й збільшена в довжину версія Range Rover LWB.
Range Rover 2017 модельного року отримав великою кількість допоміжних електронних пристроїв та систем безпеки, а також нову мультимедійну систему. У гаммі з'явилася версія SVAutobiography Dynamic з двигуном 5.0 V8 потужністю 550 к. с.
Базовий Range Rover четвертого покоління витрачає приблизно 12,4 л на 100 км в місті і 9,4 л на шосе. Дизельна модель економічніша: вона витрачає 10,7 л і 8,4 л на 100 км відповідно.
Land Rover 2020 забезпечує м'яку їзду по бездоріжжю та долає повороти з мінімальним нахилом кузова. У початкову комплектацію моделі входить повний привід і система Terrain Response, яка допомагає під час експлуатації в різних дорожніх умовах: на піску і на скелястих або засніжених трасах.
У 2021 модельному році Land Rover розширив лінійку комплектацій Range Rover спеціальними версіями Fifty, Black та Westminster. 26 жовтня 2021 року Land Rover представила нове покоління Range Rover відразу в декількох варіантах кузова: на вибір запропоновані 4-, 5- або 7-місні виконання при стандартній або довгій колісній базі. Позашляховик представлено у версіях SE, HSE та Autobiography. Ексклюзивна версія First Edition буде доступна протягом першого року випуску. Втім новий Range Rover показали на відео ще до офіційної прем'єри: на порталі Cochespias з'явилися фотографії та відео, які повністю демонструють дизайн новинки і технічні характеристики.

### Гібрид
Гібридна дизель-електрична версія Range Rover Hybrid була вперше представлена в 2013 році на Франкфуртському автосалоні. Замовлення на гібридну версію почали прийматися з вересня 2013 року, а поставки в Європі стартували з початку 2014 року.
Восени 2017 року дебютував бензиновий гібрид Range Rover P400e. В основі гібридної силової установки — 300-сильний турбомотор 2,0 л сімейства Ingenium з безпосереднім уприскуванням на консервативних електромагнітних форсунках. У корпус восьмиступінчастого «автомата» ZF 8P75XPH вбудований електромотор на постійних магнітах потужністю 116 к. с. Оскільки двигуни видають пік потужності на різних оборотах, просто так підсумувати їх віддачу не можна. Загальний потенціал силової установки — 404 к. с. і 640 Н·м. Для порівняння, у дизельному Рейнджі з V8 на 65 сил менше, але на 100 Н·м більше. Літій-іонна батарея ємністю 13,1 кВт·год розташовується під підлогою багажника. З боку водія на ілюстрації — бортове зарядний пристрій, з пасажирської — інвертор. Гібрид Range Rover PHEV важчий від версії з компресорним V6 (340—380 к. с.) приблизно на 230 кг. Тобто втрачений приблизно половина всієї зекономленої маси в порівнянні з Рейндж Ровером попереднього покоління.

### Range Rover SV Coupe

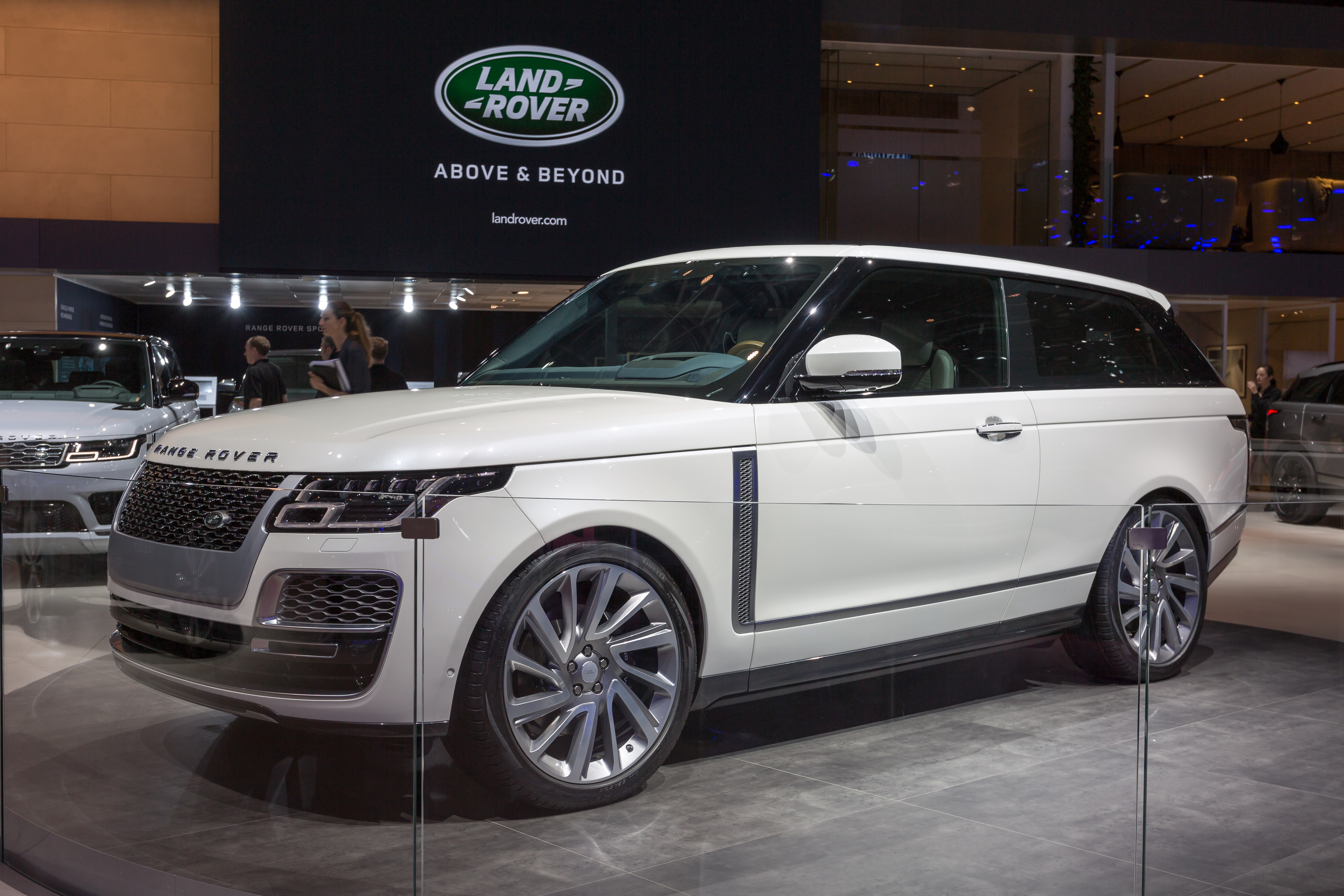
Range Rover SV Coupe

У березні 2018 року фірма Land Rover привезла на Женевський автосалон трьохдверний Range Rover SV Coupe. Автомобіль зробили на базі стандартного Рейндж Ровера, але конвертація потребувала значних доопрацювань. У новинки оригінальна зовнішність, занижений дах, перероблені дверні прорізи і скла без рамок. Але найбільше вражає початкова ціна — 240 тисяч фунтів стерлінгів.
Виробництвом ексклюзивного автомобіля зайнялося відділення SVO (Special Vehicle Operations). Загалом англійці зробли 999 машин, які розподілили по обраним ринкам.
У порівнянні з п'ятидверним донором у моделі Range Rover SV Coupe кліренс занижений на вісім міліметрів. На швидкостях понад 105 км/год кузов присідає ще на 15 мм. Оптика вся світлодіодна, а дальнє LED-світло ще й лазерне («б'є» на 500 м).
П'ятилітровий компресорний V8 видає 565 к. с. і 700 Н·м. SV Coupe став найшвидшою версією в сімействі — розгін до сотні займає 5,3 с, а максимальна швидкість досягає 266 км/год. За замовчуванням тридверка оснащується переналаштованою на більш спортивний лад пневмоподвіскою, але восьмиступінчаста АКПП ZF і трансмісія з постійним повним приводом, двоступеневою раздавальною коробкою і самоблокуючим заднім диференціалом змін не зазнали.

### Безпека
Стандартні функції безпеки Land Rover Range Rover 2020 року включають попередження про виїзд зі смуги руху, передні і задні парктроніки, автоматичне екстрене гальмування на низькій швидкості, попередження при лобовому зіткненні, датчики дощу і камеру заднього виду.
У список доступних функцій і систем входить автоматичне екстрене гальмування на високих швидкостях, камера з об'ємним оглядом, система контролю сліпих зон, система оповіщення про перехресний рух ззаду, моніторинг стану водія, автоматичні фари дальнього світла, система допомоги при утриманні смуги руху, система допомоги при парковці, розпізнавання дорожніх знаків, адаптивний круїз-контроль і проєкційний дисплей.

### Двигуни
| Модель                                     | Об'єм і тип двигуна     | Потужність (к. с.) | Крутний момент (Н·м) | Розгін 0-100 км/год (с) | Максимальна швидкість (км/год) | Викиди СО2 (гр/км) |
| Бензинові                                  | Бензинові               | Бензинові          | Бензинові            | Бензинові               | Бензинові                      | Бензинові          |
| ------------------------------------------ | ----------------------- | ------------------ | -------------------- | ----------------------- | ------------------------------ | ------------------ |
| 3,0 л Supercharged                         | 2995 V6                 | 340                | 450                  | 7,1                     | 209                            | 254                |
| 3,0 л Supercharged                         | 2995 V6                 | 380                | 450                  | 6,9                     | 209                            | 254                |
| 5,0 л                                      | 5000 V8                 | 380                | 510                  | 6,5                     | 209                            | 299                |
| 5,0 л Supercharged                         | 5000 V8                 | 510                | 625                  | 5,1                     | 249                            | 322                |
| 5,0 л Supercharged                         | 5000 V8                 | 525                | 625                  | 5,1                     | 249                            | 294                |
| 5,0 л Supercharged SVAutobiography Dynamic | 5000 V8                 | 550                | 680                  | 4,7                     | 249                            | 322                |
| 5,0 л Supercharged SVAutobiography Dynamic | 5000 V8                 | 565                | 700                  | 4,7                     | 249                            | 294                |
| Дизельні                                   |                         |                    |                      |                         |                                |                    |
| 3,0 л TDV6                                 | 2993 V6                 | 258                | 600                  | 7,4                     | 209                            | 196                |
| 4,4 л SDV8                                 | 4367 V8                 | 339                | 700                  | 6,5                     | 218                            | 219                |
| Гібридна                                   |                         |                    |                      |                         |                                |                    |
| 3,0 л SDV6 Hybrid                          | 2993 V6 + електродвигун | 354                | 700                  | 6,9                     | 218                            | 164                |
| 2,0 л P400e PHEV                           | 1999 І4 + електродвигун | 404                | 640                  | 6,8                     | 220                            | 72                 |

## П'яте покоління (з 2021)

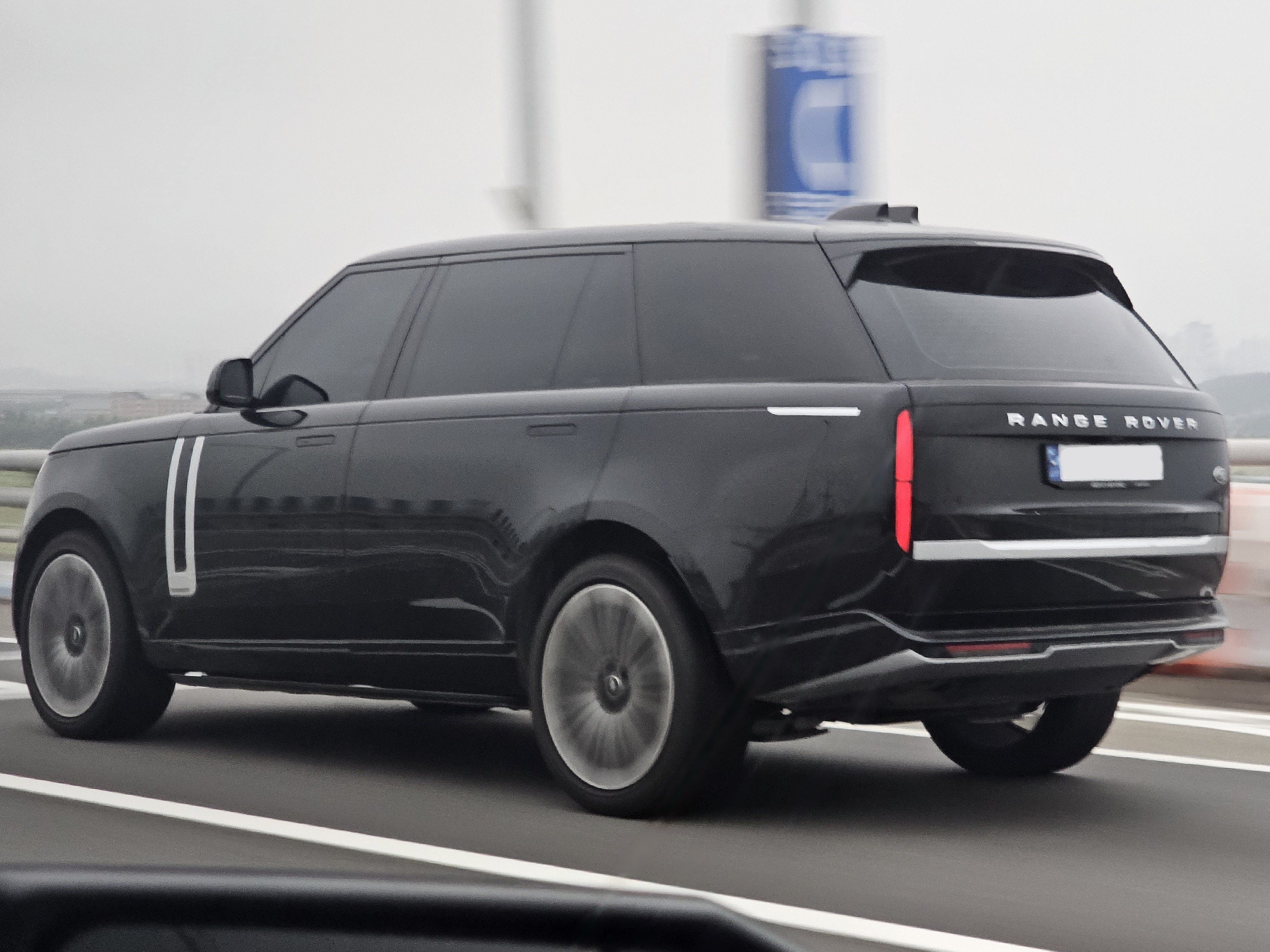

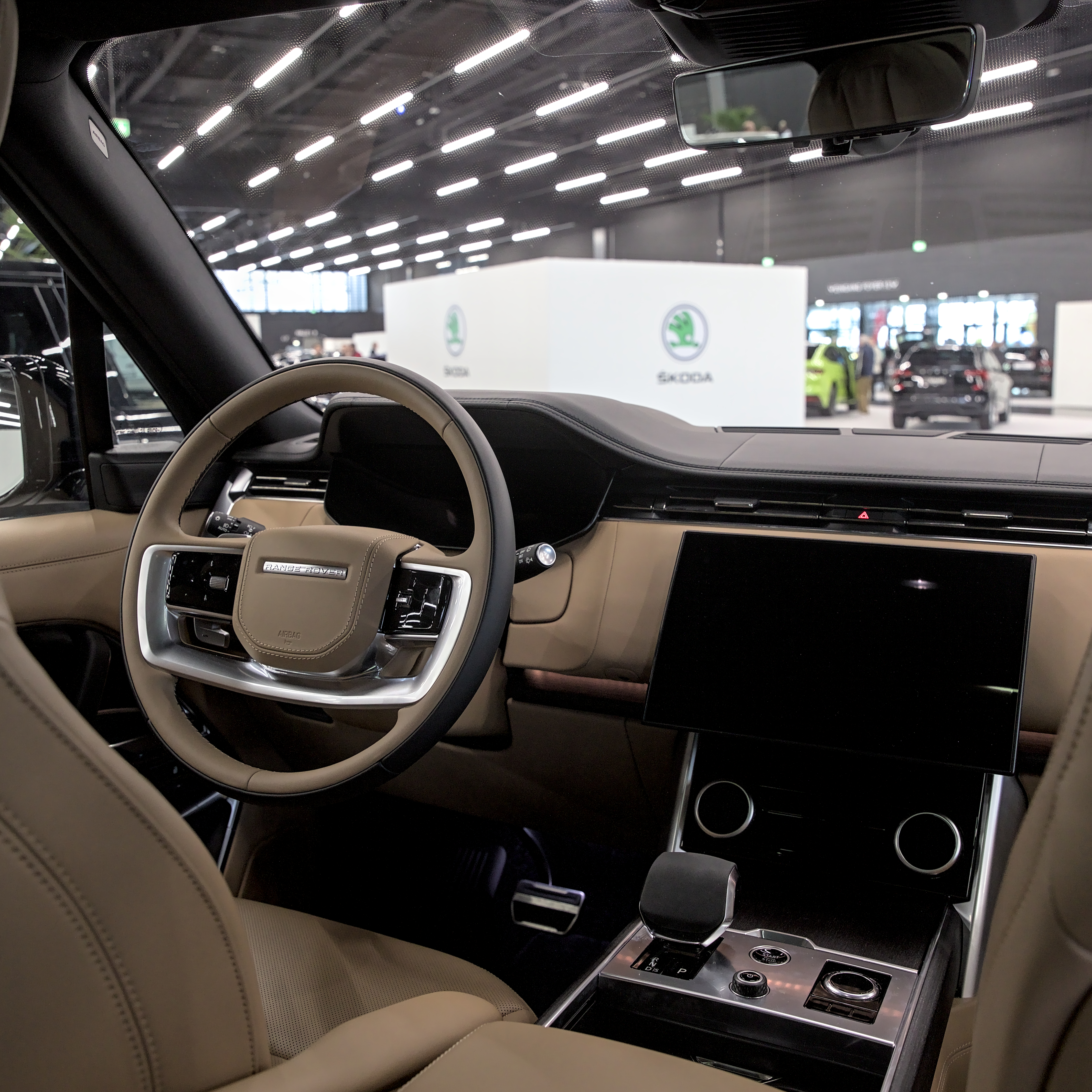

П'яте покоління Range Rover дебютувало 26 жовтня 2021 року і перейшло на нову модульну архітектуру MLA-Flex, разом з електронною архітектурою Land Rover Eva 2.0. Від тепер пневмопідвіска використовує для адаптації до дороги навігаційні дані від хмарної платформи eHorizon. Всі модифікації автомобіля тепер оснащені керованою задньою віссю.
В 2024 році Range Rover отримав 542-сильну версію плагін-гібрида під назвою P550e замість P440e. Range Rover PHEV має 80 км запасу ходу на електриці.

### Двигуни
- 3.0 D250 MHEV Ingenium I6 249 к. с. 601 Н·м
- 3.0 D300 MHEV Ingenium I6 300 к. с. 649 Н·м
- 3.0 D350 MHEV Ingenium I6 350 к. с. 700 Н·м
- 3.0 P360 Ingenium І6 360 к. с. 500 Н·м
- 3.0 P400 Ingenium І6 400 к. с. 550 Н·м
- 4.4 P530 BMW N63B44T3 V8 530 к. с. 750 Н·м
- 4.4 SVR BMW S63 V8 615 к. с. 750 Н·м
- 3.0 P440e PHEV Ingenium І6 440 к. с. 620 Н·м
- 3.0 P510e PHEV Ingenium І6 510 к. с. 700 Н·м

## Продажі (без Range Rover Sport)
| Рік  | Автомобілів |
| ---- | ----------- |
| 2009 | 22 001      |
| 2010 | 23 602      |
| 2011 | 29 626      |
| 2012 | 27 496      |
| 2013 | 45 077      |
| 2014 | 61 626      |